# Step and Go
《Step and Go》是嵐的第21枚單曲。於2008年2月20日發行。唱片公司為J Storm。收錄於原創專輯《Dream "A" live》及精選專輯《1999-2009 完全精選!》。

## 解說
- 連續第10張、合計第17張嵐的冠軍單曲。接續前作《Happiness》，是嵐連續第2次、合計第3次取得月間冠軍。
- 自《SUNRISE日本/HORIZON》以來首次初動突破30萬枚，僅是初動就超越了《Love so sweet》以外，從2002年《心情超讚》到2007年《Happiness》自己所有單曲目前的累計銷量。在傑尼斯手機網站「Johnny'S web」中「Step and Go <Special Cu[9]bic Box>」作為會員期間限定商品發售。
- PV採用高速攝錄機拍下五人的舞蹈。相葉在途中弄傷了手臂。
- DVD特典拍攝了五人在樂屋中玩Wii的場景。

## 收錄曲

### 通常盤
1. Step and Go
（作詞：Wonderland　Rap詞：櫻井翔　作曲：youth case　編曲：吉岡拓）
富士電視台節目「GRA」主題曲
2. 擁抱冬季
（作詞：瀬聖、杉山勝彦　作曲：杉山勝彦　編曲：石塚知生）
「C1000檸檬水」廣告歌
3. Step and Go（Original Karaoke）
4. 擁抱冬季（Original Karaoke）

### 初回限定盤
1. Step and Go
2. Step and Go（DVD）（Video Clip＋Making）

### Special Cu[9]bic Box
1. Step and Go
2. COOL & SOUL for DOME07
特典 嵐．特製Step and Go商品